# Közönséges partiholyva
A közönséges partiholyva (Paederus riparius) a rovarok (Insecta) osztályának a bogarak (Coleoptera) rendjébe, ezen belül a mindenevő bogarak (Polyphaga) alrendjébe és a holyvafélék (Staphylinidae) családjába tartozó faj.

## Előfordulása
A közönséges partiholyva egész Európában elterjedt és gyakori.

## Megjelenése
A közönséges partiholyva 7-8 milliméter hosszú, testájai felváltva fekete és sárga színűek, szárnyfedői kékes vagy zöldes fémfényűek. Lábai nagyrészt sárgák.

## Életmódja
A közönséges partiholyva vizek környékén él. Általában a talajon futkározik, de az alacsonyabb növényekre is felmászik.